# Oleum

Wzór strukturalny kwasu pirosiarkowego (H_{2}S_{2}O_{7})

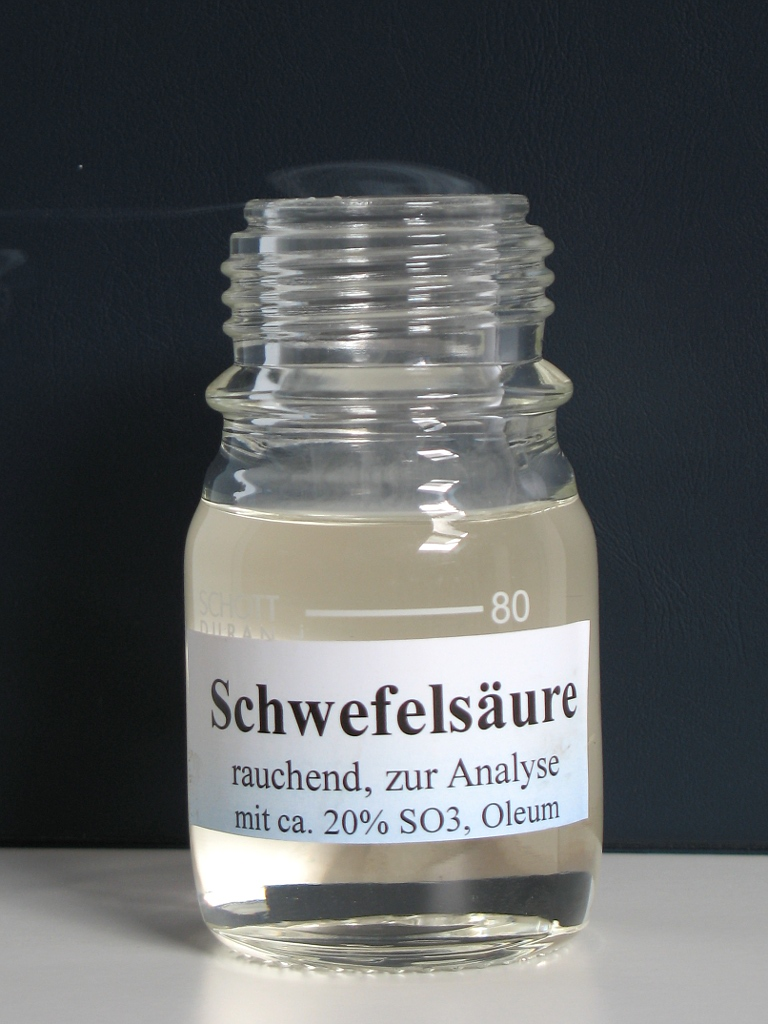
Oleum dymiące na powietrzu.

Oleum (kwas siarkowy dymiący) – zwyczajowa nazwa roztworu tlenku siarki(VI) (SO3) w bezwodnym kwasie siarkowym.
Oleum uzyskuje się zwykle w trakcie produkcji kwasu siarkowego. Nasycając stopniowo 95% kwas siarkowy gazowym SO3 uzyskuje się najpierw 100% kwas siarkowy, a przy dalszym jego nasycaniu tworzy się oleum. W zależności od stężenia SO3 występują w nim jony różnych kwasów polisiarkowych. Przy stosunku H2O:SO3 = 1:2 produkt określany jest jako kwas pirosiarkowy (inaczej kwas disiarkowy(VI) lub kwas dwusiarkowy, H2S2O7). Substancja ta jest silnie żrąca. Z wodą daje kwas siarkowy:
H2S2O7 + H2O → 2H2SO4
Stężenie oleum bywa podawane w % wyższych niż 100, gdzie np. 20% oleum, czyli 20% roztwór SO3 w H2SO4 odpowiada kwasowi siarkowemu o stężeniu 100% + 18/80*20% = 104,5%.